# 克魯科韋齊
49°38′47″N 23°35′57″E / 49.64639°N 23.59917°E
克魯科韋齊（烏克蘭語：Круковець），是烏克蘭西部的村莊，隸屬利維夫州的桑比爾區。該村始建於1655年，面積3.04平方公里，海拔高度293米，2001年人口103，人口密度每平方公里33.88人。